# Hirson
Hirson – miejscowość i gmina we Francji, w regionie Hauts-de-France, w departamencie Aisne.

## Demografia
Według danych na rok 1990 gminę zamieszkiwały 10 173 osoby, a gęstość zaludnienia wynosiła 301 osób/km². W styczniu 2014 roku Hirson zamieszkiwało 9729 osób, przy gęstości zaludnienia 288,1 osób/km².

## Współpraca
Miejscowości partnerskie:
- Charleroi, Belgia
- Königsee, Niemcy
- Schramberg, Niemcy